# Banda Bassotti
A Banda Bassotti é um grupo italiano de ska punk nascido nos bairros operários de Roma em 1981. O nome Banda Bassotti é o nome em italiano do bando de ladrões mais famosos da Disney, os Irmãos Metralha. Seus componentes se conheceram quando eram trabalhadores na construção civil e comaçaram uma série de atividades de solidariedade aos povos da Palestina, País Basco e Nicarágua.
O grupo alcançou certa notoriedade não só Itália, mas também na Espanha graças a vários concertos conjuntos com a banda basca Negu Gorriak, com quem realizaram uma turnê em El Salvador em apoio à FMLN em 1994.

## Discografia
- 1992 - Figli della stessa rabbia
- 1993 - Bella ciao
- 1995 - Avanzo de cantiere
- 2001 - Un altro giorno d'amore
- 2002 - L'altra faccia dell'impero
- 2003 - Asì es mi vida
- 2004 - Amore e odio
- 2004 - Baldi e fieri
- 2006 - Vecchi cani bastardi
- 2008 - Viento, lucha y sol
- 2010 - Check Point Kreuzberg - Live at SO36 - Berlin
- 2012 - Siamo guerriglia
- 2013 - Rumbo al Socialismo XXI
- 2014 - Banditi Senza Tempo